# Rusko
Rusko är en kommun i landskapet Egentliga Finland. Rusko har 6 379 invånare och har en yta på 127,9 km².
Rusko är enspråkigt finskt. 

## Historia
Rusko kyrksocken torde ha tillkommit i slutet av 1200-talet. Den första uppgiften om socknen kommer från att biskop Magnus I i Åbo var född där. Mellan åren 1337 och 1340 gjordes Rusko till ett annex under Reso och blev 1340 en del av domprostens prebende. Formellt fortsatte Rusko som en självständig församling men med en med Reso gemensam vikarie.  I kyrbyn finns en stenkyrka som först uppfördes på 1500-talet, men som byggdes till under 1600-talet. Den har kalkmålningar och inventarier från medeltiden. I Rusko finns också ett hembygdsmuseum i det gamla sockenmagasinet, Rindells backstuga, bysmedens husgrupp i Liukola och Ketonens torp.

### Administrativ historik
Kommunen Vahto uppgick i Rusko den 1 januari 2009.

Ruskos gamla kommunvapen (1964-2008)

## Politik

### Mandatfördelning i Rusko kommun, valen 1976–2021
| 3 | 4 | 5 | 5 |

| 3 | 5 | 1 | 5 | 7 |

| 3 | 6 | 6 | 6 |

| 2 | 6 | 6 | 7 |

| 8 | 3 | 5 | 5 |

| 6 | 4 | 5 | 6 |

| 1 | 8 | 5 | 7 |

| 1 | 8 | 5 | 7 |

| 14 | 7 |

| 2 | 6 |  | 8 | 10 |

| 17 | 10 |

| 2 | 6 |  |  | 8 | 9 |

| 17 | 10 |

|  | 5 | 4 |  | 7 | 9 |

| 15 | 12 |

|  | 4 | 2 | 4 | 7 | 9 |

| 17 | 10 |

## Demografi

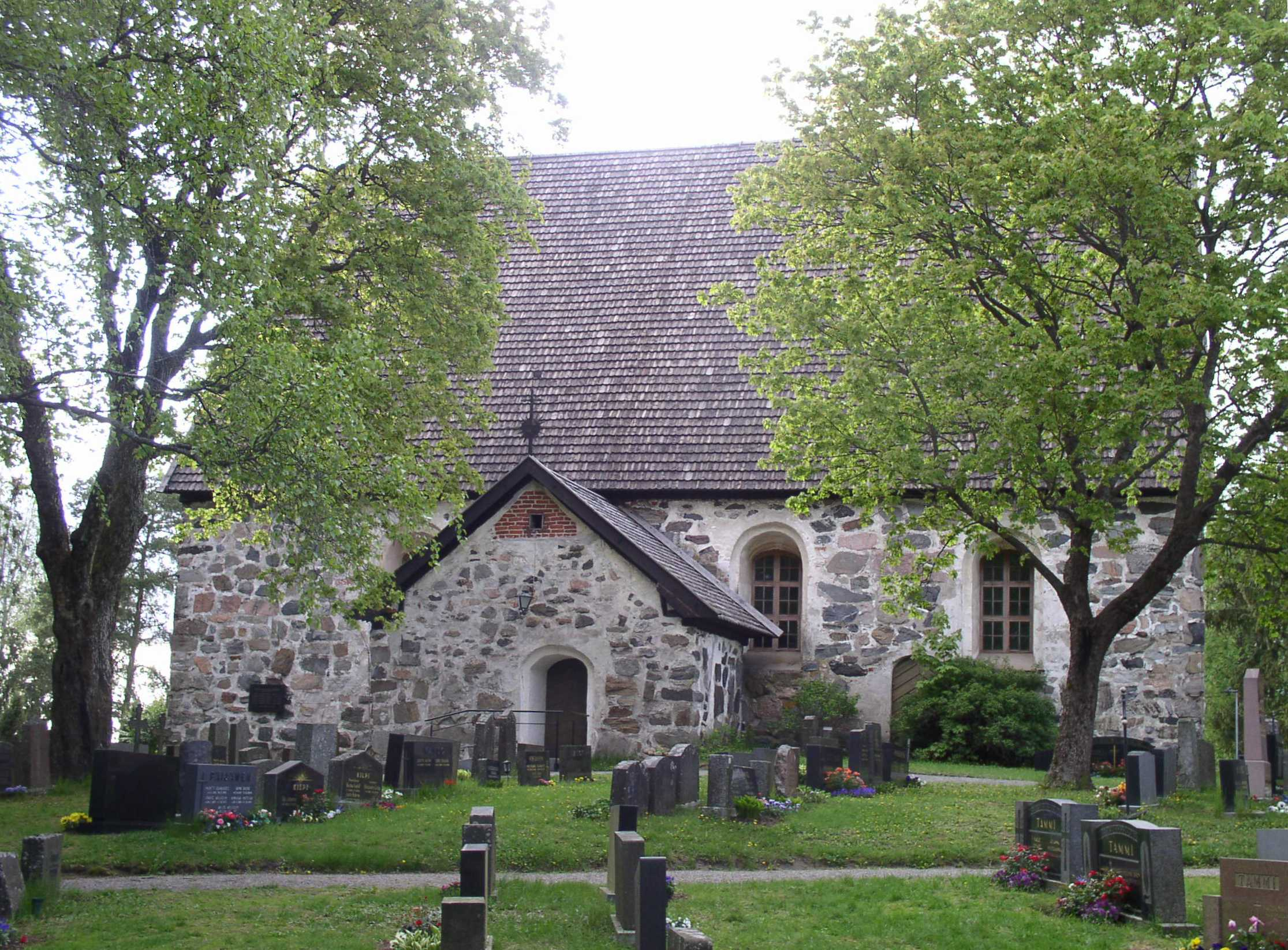
Rusko medeltida stenkyrka.

### Befolkningsutveckling
| Befolkningsutvecklingen i Rusko kommun 1975–2020                                                             | Befolkningsutvecklingen i Rusko kommun 1975–2020 | Befolkningsutvecklingen i Rusko kommun 1975–2020 | Befolkningsutvecklingen i Rusko kommun 1975–2020 | Befolkningsutvecklingen i Rusko kommun 1975–2020 |
| --- | ------------------------------------------------ | ------------------------------------------------ | ------------------------------------------------ | ------------------------------------------------ |
| |                                                  |                                                  |                                                  |                                                  |
| År |                                                  |                                                  | Folkmängd                                        |                                                  |
| 1975 | 1975                                             |                                                  | 2 883                                            |                                                  |
| 1980 | 1980                                             |                                                  | 3 361                                            |                                                  |
| 1985 | 1985                                             |                                                  | 4 013                                            |                                                  |
| 1990 | 1990                                             |                                                  | 4 542                                            |                                                  |
| 1995 | 1995                                             |                                                  | 4 892                                            |                                                  |
| 2000 | 2000                                             |                                                  | 5 174                                            |                                                  |
| 2005 | 2005                                             |                                                  | 5 654                                            |                                                  |
| 2010 | 2010                                             |                                                  | 5 816                                            |                                                  |
| 2015 | 2015                                             |                                                  | 6 110                                            |                                                  |
| 2020 | 2020                                             |                                                  | 6 354                                            |                                                  |
| Anm: Uppgifterna avser förhållandena den 31 december nämnda år enligt områdesindelningen den 1 januari 2022. |                                                  |                                                  |                                                  |                                                  |